# (2990) Trimberger
(2990) Trimberger (1981 EN27) – planetoida z pasa głównego asteroid okrążająca Słońce w ciągu 3,81 lat w średniej odległości 2,44 j.a. Odkryta 2 marca 1981 roku.